# Isodon longitubus
Isodon longitubus là một loài thực vật có hoa trong họ Hoa môi. Loài này được (Miq.) Kudô mô tả khoa học đầu tiên năm 1929.

## Hình ảnh

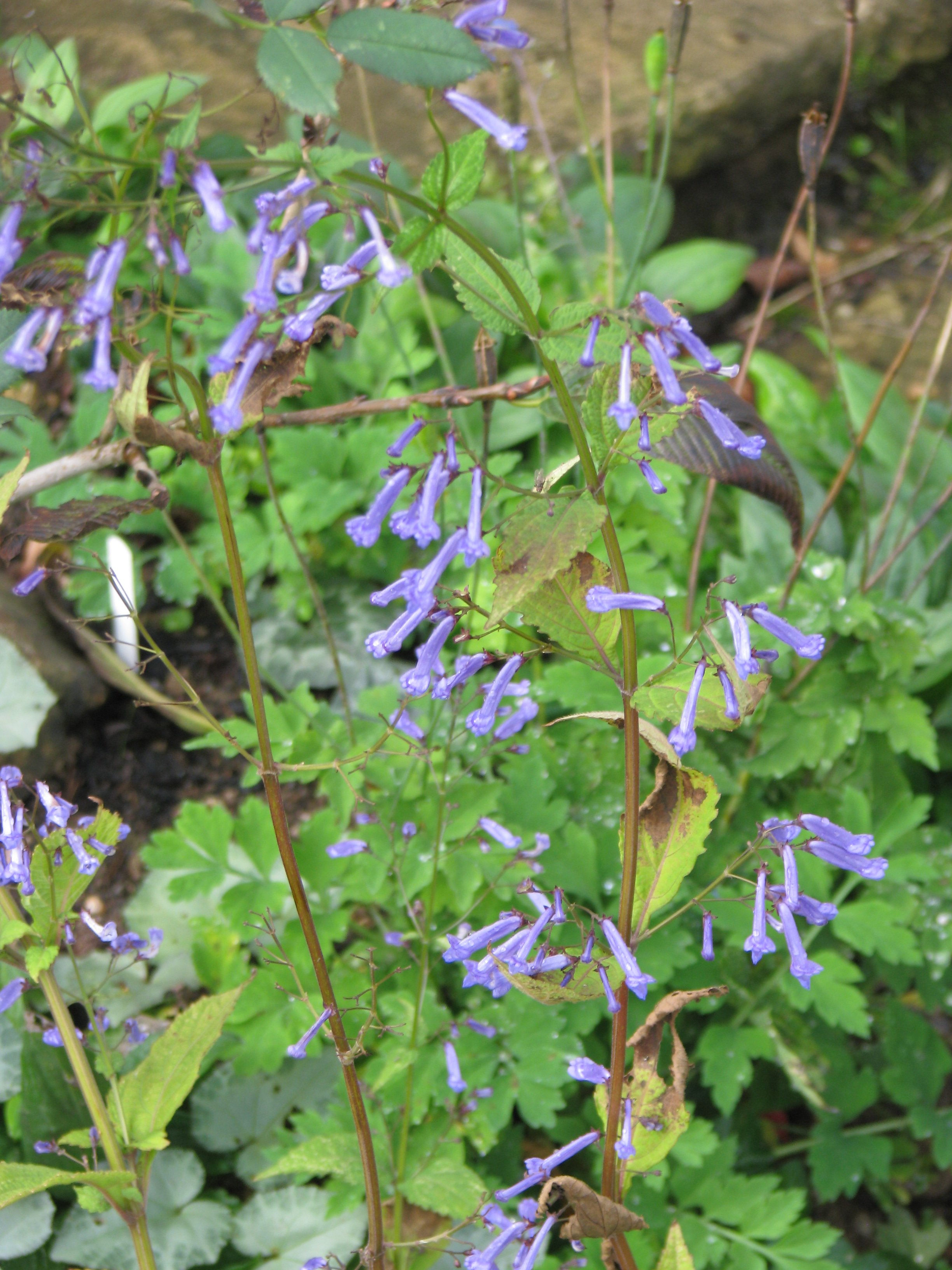